# Гельмут Гайє
Гельмут Гвідо Александер Гайє (нім. Hellmuth Guido Alexander Heye; нар. 9 серпня 1895, Беккінген, Саар — пом. 10 листопада 1970, Естріх-Вінкель, Гессен) — німецький військово-морський діяч, віцеадмірал кріґсмаріне (1 вересня 1944), політик ФРН.

## Біографія
Відразу ж після закінчення школи в Берліні 1 квітня 1914 вступив кадетом в імперський флот.
Учасник Першої світової війни. З 10 травня по 10 серпня 1914 служив на бронепалубному крейсері «Вікторія Луїза», потім — на лінкорі «Кайзерін» (11 квітня 1914 — 2 січня 1916, 5 березня 1916 — 2 грудня 1917).
У грудні 1917 — переведений у підводний флот. За бойові заслуги був нагороджений Залізним хрестом 1-го і 2-го класу.
Лейтенант з 13 липня 1916 року. Після демобілізації німецької армії залишений на флоті. У березні-червні 1919 — у складі гвардійського резервного полку брав участь у боях з комуністами.
З 21 грудня 1924 служив командиром міноносця G-7, з 24 вересня 1926 — офіцер зв'язку ВМС при командуванні сухопутних військ. З 29 вересня 1929 — торпедний і вахтовий офіцер на крейсері «Німфа», з 17 квітня 1929 — торпедний офіцер на легкому крейсері «Кенігсберг».
1.10.1929 переведений в Морське керівництво. З 2.03.1931 — командир 1-го батальйону корабельної кадрової дивізії «Остзеє». 28.09.1932 призначений командиром 4-ї напівфлотилії міноносців. З 1.10.1934 по 11.04.1939 — референт і керівник групи в Оперативному відділі Морського керівництва (з 1935 — ОКМ), одночасно з 16.03.1938 — офіцер зв'язку ВМС при Імперському міністерстві авіації.
Учасник Другої світової війни. На посаді командира 2-ї групи військових судів брав участь в операції по захопленню Данії і Норвегії.
З квітня 1939 по вересень 1940 був першим командиром важкого крейсера «Адмірал Гіппер». Командуючи «Адміралом Гіппером» капітан 1-го рангу Гайє під час реалізації плану вторгнення німецьких сил в Норвегію, очолював Групу 2, призначену для захоплення порту Тронгейм у квітні 1940 року. По дорозі до цілі, йдучи на допомогу есмінцю «Бернд фон Арнім», атакував і знищив британський есмінець «Глоуворм» (який встиг його протаранити). Потім, атакував берегову батарею норвежців в Гісені, придушивши її вогонь. Після доставки десанту в Тронгейм через пошкодження (від «Глоуворма») пішов до Німеччини.
Через Червоний Хрест Гайє направив послання британському Адміралтейству, в якому висловив захоплення хоробрістю командира та екіпажу «Глоуворма», що сприяло нагородження капітана (посмертно) першим в період Другої світової війни Хрестом Вікторії.
Крім «Адмірала Гіппера», до складу групи (яка повинна була захопити Тронхейм) увійшли ескадрені міноносці «Пауль Якобі», «Теодор Рідель», «Бруно Гайнеманн» і «Фрідріх Еккольдт». На їх борту знаходилося близько 1700 військовослужбовців вермахту. Потім зробив кілька походів у Північне море. З 5 вересня 1940 — начальник штабу командувача охороною «Схід», з 19 жовтня 1940 — «Захід».
У 1941 році Гайє отримав звання віцеадмірала, з 14 лютого 1941 — адмірал на Південному Сході, з 1 липня 1941 — командувач групи ВМС «Південь».
18 січня 1941 нагороджений Лицарським хрестом Залізного хреста. З 15 вересня по 9 листопада 1942 виконував обов'язки адмірала Чорного моря. З 3 грудня 1942 — начальник штабу Командування групи ВМС «Північ», одночасно з 7 червня1943 — начальник штабу флоту.
З 20 квітня 1944 — адмірал малих морських бойових сил, серед них — міні-субмарини, бойові водолази тощо. Очолював диверсійно-штурмову з'єднання ВМС (адмірал диверсійно-штурмових засобів), на чолі якої в кінці війни провів кілька успішних операцій.
У 1944 році віцеадмірал Гайє, який командував з'єднанням «К», провів спеціальну нараду з керівництвом медичної служби кріґсмаріне і провідними фахівцями в галузі фармакології, що залишалися на той час в Німеччині. На нараді також були присутні офіцери штабу з'єднання «К» і командири його дивізіонів і ряду окремих підрозділів. Віцеадмірал заявив, що, зважаючи на ситуацію на той момент в рейху ситуації настала нагальна потреба в якнайшвидшому створенні суперсучасного медичного препарату, нової «диво-зброї», який дозволив би німецьким солдатам і матросам переносити негативний вплив стресових ситуацій протягом більш тривалого часу, а також дав би їм можливість діяти більш впевнено і холоднокровно в будь-яких складних ситуаціях. Адмірала активно підтримав відомий диверсант Третього рейху, улюбленець фюрера штурмбанфюрер СС Отто Скорцені.
10 вересня 1945 був інтернований британськими військами. 6 грудня 1946 — звільнений.
Після закінчення війни був членом групи військово-морської історії в Бремергафені (1949—1952), радником уряду ФРН з питань створення та організації нової армії. У 1953 році вступив до партії ХДС (Християнсько-демократичний союз) канцлера Аденауера, очолював фракцію партії у федеральному парламенті (бундестазі) з 1953 по 1961. Військовий радник Бундестагу (1961—1964).

## Нагороди
- Залізний хрест
  - 2-го класу (14 лютого 1918)
  - 1-го класу (15 березня 1922)
- Військовий Хрест Фрідріха-Августа (Ольденбург) 2-го класу із застібкою «Перед ворогом» (14 лютого 1918)
- Балтійський хрест
- Нагрудний знак підводника (1918) (20 листопада 1926)
- Почесний хрест ветерана війни з мечами
- Медаль «За вислугу років у Вермахті»
  - 4-го, 3-го і 2-го класу (18 років; 2 жовтня 1936) — нагороджений трьома медалями одночасно.
  - 1-го класу (25 років; 11 лютого 1939)
- Командор ордена Корони Італії (29 вересня 1937)
- Медаль «У пам'ять 1 жовтня 1938» (22 травня 1939)
- Орден Морських заслуг (Іспанія) 3-го класу, білий дивізіон (21 серпня 1939)
- Медаль «У пам'ять 22 березня 1939 року» (26 жовтня 1939)
- Застібка до Залізного хреста 2-го класу (23 лютого 1940)
- Застібка до Залізного хреста 1-го класу (14 квітня 1940)
- Лицарський хрест Залізного хреста (№ 56; 18 січня 1941) — як капітан-цур-зее і командир важкого крейсера «Адмірал Гіппер»
- Медаль за участь у Європейській війні (1915—1918) з мечами (Болгарія; 6 лютого 1942)
- Нагрудний знак флоту (16 лютого 1942)
- Великий офіцер ордена Корони Румунії з мечами (15 січня 1943)
- Великий офіцер ордена Римського орла з мечами (Італія; 24 серпня 1943)